# والگوواگودا
والگوواگودا (به لاتین: Walgowagoda) یک منطقهٔ مسکونی در سری‌لانکا است که در استان مرکزی (سری‌لانکا) واقع شده‌است.